# Declaración de Independencia de Crimea y Sebastopol
La Declaración de Independencia de la República Autónoma de Crimea y de la ciudad de Sebastopol fue una resolución conjunta aprobada el 11 de marzo de 2014 por el Parlamento de Crimea y el Consejo de la Ciudad de Sebastopol donde expresaron su intención de auto-declararse independientes después de un referéndum que se celebraría el 16 de marzo, y que preveía la incorporación a Rusia como un sujeto federal. Ambos territorios eran dos divisiones subnacionales de Ucrania pero se unificaron para formar la República de Crimea independiente de Ucrania. El documento cita explícitamente la declaración unilateral de independencia de Kosovo y la opinión de la Corte Internacional de Justicia como un precedente para la acción.
La declaración anticipaba la constitución de la República de Crimea como "estado independiente y soberano con una forma republicana de gobierno" según los resultados del referéndum. La declaración de independencia fue aprobada por el Parlamento de Crimea por 78 votos a favor de un total de 81, siendo rubricada conjuntamente por el presidente del Parlamento de Crimea Vladímir Konstantínov y por el presidente del Consejo de la Ciudad de Sebastopol Yury Doynikov.
Un portavoz del gobierno crimeo indicó que «Crimea, como Estado soberano e independiente, se dirigirá tras el referéndum a la Federación Rusa con una propuesta de anexión a Rusia como sujeto de la Federación». Mientras que el presidente del Parlamento de Crimea, Vladímir Konstantínov, declaró que «es imposible que Crimea vuelva a formar parte de Ucrania en el futuro».

### Independencia de Crimea

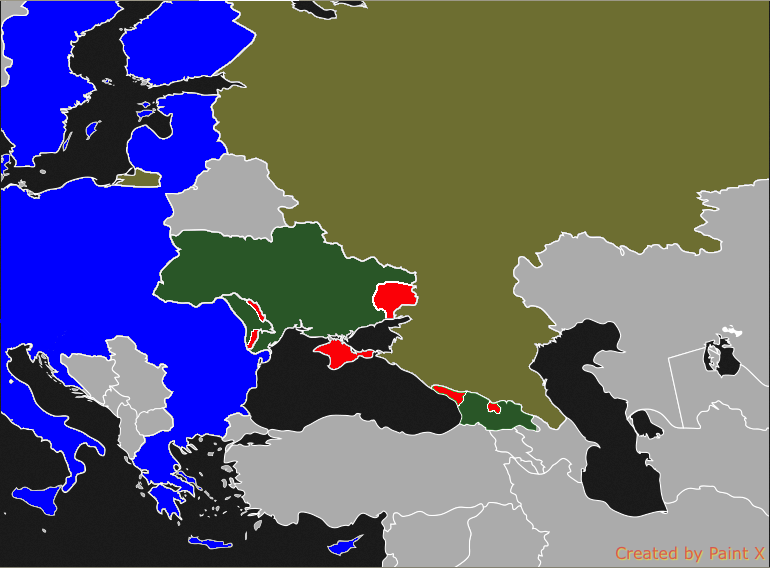
En rojo, principales focos de actividad prorrusa en países de la zona en 2014.

El 11 de marzo, Crimea y la ciudad de Sebastopol proclamaron su independencia de Ucrania, declarando la República Autónoma de Crimea con 78 votos a favor de un total de 81 miembros en el Parlamento de Crimea. Entonces, la Rada Suprema de Ucrania amenazó con iniciar el proceso de disolución del Parlamento de Crimea si las autoridades de la península continuaban con el proceso de adhesión a Rusia. El gobierno de Crimea hizo referencia en su decisión a la opinión consultiva sobre Kosovo en el que la Corte Internacional de Justicia declaró que el derecho internacional no contiene ninguna prohibición a tales declaraciones de independencia, un argumento que ya había sido refutado por eruditos y políticos como discutible debido al ambiente político incierto vivido en la región.
El 13 de marzo, el presidente del Parlamento de Crimea aseguró que en caso de aprobarse el referéndum, la anexión de la península a Rusia se produciría en no más de dos semanas. Además, las autoridades de Crimea anunciaron que habían tomado el control de yacimientos de petróleo y gas en los mares Negro y de Azov, así como de las plataformas de gas y petróleo de una empresa estatal ucraniana. Al mismo tiempo, Rusia expresó su apoyo para el despliegue de una misión de observación de la OSCE en Ucrania, incluyendo Crimea. El presidente de dicha organización consideró el apoyo ruso como un «gran paso hacia adelante».
Un incidente ocurrió al mediodía cuando un avión de reconocimiento del Servicio de Guardia de Fronteras Estatales de Ucrania recibió disparos de vehículos blindados rusos cerca de la ciudad fronteriza de Armiansk, sin bajas.
La tensión militar siguió presente en la zona en vísperas del referéndum: el ejército ruso realizó maniobras militares en el mar Mediterráneo, dos días después de que buques estadounidenses, rumanos y búlgaros realizaran ejercicios navales en el Mar Negro. Además, en la misma jornada, seis cazas rusos Su-27 y tres aviones de transporte militar aterrizaron en una base militar de Bielorrusia para realizar maniobras de protección conjunta del espacio aéreo.
El 14 de marzo, las "fuerzas de autodefensa" evitaron un intento de dañar una parte de un gaseoducto en Crimea por un grupo de personas que se presentaban como agentes de la Guardia Fronteriza de Ucrania. Debido a esto, el primer ministro solicitó al Comandante de la Flota del Mar Negro que vigilara la estación de distribución de gas de la región con vistas a «garantizar la seguridad energética de la República Autónoma de Crimea y el buen funcionamiento de las infraestructuras».
También en Crimea se llevó a cabo una «jornada de reflexión», antes del referéndum y llegaron a la región 70 observadores de varias nacionalidades. Mientras que en Moscú se manifestaron alrededor de 18.000 personas por la situación en Crimea, de los cuales unas 15.000 en apoyo a las acciones de Rusia y unas 3.000 en contra.

## Documento
La declaración decía lo siguiente:

Declaración de Independencia de la República Autónoma de Crimea y Sebastopol

Nosotros, los miembros de la Rada Suprema de la República Autónoma de Crimea y el Ayuntamiento de Sebastopol, sobre la base de las disposiciones de la Carta de las Naciones Unidas y muchos otros instrumentos internacionales que reconocen el derecho de los pueblos a la libre determinación, así como teniendo en cuenta el apoyo a la Corte Internacional de Justicia sobre Kosovo el 22 de julio de 2010, el hecho de que la declaración unilateral de independencia de parte del Estado no viola ninguna norma de derecho internacional y decidir juntos:

1. Si como resultado del próximo 16 de marzo 2014, de la expresión directa de los pueblos de la península de Crimea, se decidirán unirse a la República Autónoma de Crimea y la ciudad de Sebastopol a Rusia, después del referéndum se declarará un estado independiente y soberano con una forma republicana de gobierno.

2. La República de Crimea es un Estado democrático, secular y multiétnico, que está obligado a mantener la paz, interétnico e interconfesional acuerdo en su territorio.

3. La República de Crimea como un Estado independiente y soberano, en el caso de los resultados pertinentes de la consulta, será de interés para la Federación de Rusia con una propuesta para la adopción de la ARC con base en el acuerdo internacional correspondiente de la Federación de Rusia como un nuevo sujeto de la Federación de Rusia.

Declaración aprobada por la Rada Suprema de la República Autónoma de Crimea en el pleno extraordinario del 11 de marzo de 2014 (firmado por el Presidente del Consejo Supremo de la República Autónoma de Crimea, Vladimir Konstantinov) y Decisión del Consejo de la Ciudad de Sebastopol en una asamblea extraordinaria en sesión plenaria del 11 de marzo de 2014 (firmado por el presidente del consejo de la ciudad de Sebastopol, Yury Doynikov).

## Reconocimiento
El gobierno de Ucrania y Estados Unidos consideraron esta declaración ilegítima. Sin embargo, el Ministerio de Asuntos Exteriores de Rusia declaró que la decisión del Parlamento de Crimea de la adopción de la declaración de independencia era totalmente legal. El 17 de marzo, los estados con reconocimiento limitado de Abjasia, República de Nagorno Karabaj y Osetia del Sur también reconocieron la independencia de la península. El gobierno de Bielorrusia fue el segundo país miembro de la ONU en reconocer la independencia de Crimea.
Un portavoz del Congreso del Pueblo Tártaro de Crimea afirmó que los tártaros de Crimea no reconocen la independencia de la República Autónoma de Crimea, ni van a participar en el referéndum del 16 de marzo.
El Parlamento Europeo rechazó el referéndum del día 16 y la independencia de Crimea, que vieron como manipulados y contrarios al derecho internacional y ucraniano. Mientras que, el Ministerio de Relaciones Exteriores de Albania se expresó en contra del referéndum y condenó la alegación de que la declaración de independencia de Crimea debe ser tratada de la misma manera que la declaración de la independencia de Kosovo.
El 17 de marzo, Vladímir Putin firmó un decreto que decía: «considerando la voluntad del pueblo de Crimea expresada en el referéndum popular celebrado el 16 de marzo de 2014, que sea reconocida la República de Crimea […] como Estado independiente y soberano». Ese mismo día, los estados con reconocimiento limitado de Abjasia, República de Nagorno Karabaj y Osetia del Sur también reconocieron la independencia de la península.
El canciller japonés, Fumio Kishida, expresó su pesar por la decisión de Moscú de reconocer la independencia de la República de Crimea y anunció la imposición de sanciones económicas contra Rusia.